# Tarmakchī
Tarmakchī (persiska: ترمکچی) är en ort i Iran.   Den ligger i provinsen Västazarbaijan, i den nordvästra delen av landet, 400 km väster om huvudstaden Teheran. Tarmakchī ligger 1 816 meter över havet och antalet invånare är 171.
Terrängen runt Tarmakchī är kuperad åt nordväst, men åt sydost är den platt. Runt Tarmakchī är det ganska tätbefolkat, med 78 invånare per kvadratkilometer. Närmaste större samhälle är Takāb, 13,1 km sydost om Tarmakchī. Trakten runt Tarmakchī består i huvudsak av gräsmarker.